# 2822 Sacajawea
2822 Sacajawea (1980 EG) là một tiểu hành tinh vành đai chính được phát hiện ngày 14 tháng 3 năm 1980 bởi E. Bowell ở Flagstaff (AM). Nó được đặt theo tên the guide Sacagawea.